# Стадион Едмар Лама
Стадион Едмар Лама (енгл. Stade Municipal Dr. Edmard Lama) је стадион у Ремир Монжолију, предграђу Кајена, Француска Гвајана. Стадион је био домаћин за квалификације за Златни куп КОНКАКАФ 2015 (плеј-оф ФСК–УНКАФ). У првој утакмици квалификација која је играна на овом стадиону н Француска Гвајана је угостила репрезентацију Хондураса и утакмица је завршена је победом Гвајане резултатом 3 : 1. Али у укупном скору је даље ишао Хондурас пошто је у другој утакмици победио са 3 : 0

## Утакмица
| Тим #1            | рез.  | Тим #2   | прва утакмица | друга утакмица |
| ----------------- | ----- | -------- | ------------- | -------------- |
| Француска Гвајана | 3 : 4 | Хондурас | 3 : 1         | 0 : 3          |